# Еусебіо Ді Франческо
Еусебіо Ді Франческо (італ. Eusebio Di Francesco, нар. 8 вересня 1969, Пескара) — італійський футболіст, що грав на позиції півзахисника. По завершенні ігрової кар'єри — футбольний тренер.
Виступав, зокрема, за клуб «Рома», а також національну збірну Італії.
Чемпіон Італії.

## Клубна кар'єра
Народився 8 вересня 1969 року в місті Пескара. Вихованець футбольної школи клубу «Емполі». Дорослу футбольну кар'єру розпочав 1987 року в основній команді того ж клубу, в якій провів чотири сезони, взявши участь у 102 матчах чемпіонату.
Згодом з 1991 по 1997 рік грав у складі команд клубів «Луккезе-Лібертас» та «П'яченца».
Своєю грою за останню команду привернув увагу представників тренерського штабу клубу «Рома», до складу якого приєднався 1997 року. Відіграв за «вовків» наступні чотири сезони своєї ігрової кар'єри. Більшість часу, проведеного у складі «Роми», був основним гравцем команди. За цей час виборов титул чемпіона Італії.
Протягом 2001—2004 років захищав кольори клубів «П'яченца» та «Анкона».
Завершив професійну ігрову кар'єру у клубі «Перуджа», за команду якого виступав протягом 2004—2005 років.

## Виступи за збірну
У 1997 році дебютував в офіційних матчах у складі національної збірної Італії. Протягом кар'єри у національній команді, яка тривала 4 роки, провів у формі головної команди країни 13 матчів, забивши 1 гол.

## Кар'єра тренера
Розпочав тренерську кар'єру невдовзі по завершенні кар'єри гравця, 2008 року, очоливши тренерський штаб клубу «Віртус Ланчіано».
Надалі очолював команди клубів «Пескара» та «Лечче».
13 червня 2017 року змінив Лучано Спаллетті на чолі тренерського штабу «Роми». З римського клубу Ді Франческо був звільнений в березні 2019 року.
22 червня 2019 року став головним тренером «Сампдорії», підписавши з клубом 3-річний контракт. Проте генуезці провалили старт сезону 2019/20, програвши шість із семи стартових матчів, і вже 7 жовтня 2019 року за згодою сторін контракт тренера було розірвано, і він залишив команду, що перебувала на останньому місці турнірної таблиці чемпіонату. 
3 серпня 2020 року був призначений головним тренером «Кальярі». Під його керівництвом команда здобула лише 5 перемог у 26 іграх, після чого у лютому 2021 року спеціаліста було звільнено.
7 червня 2021 року був представлений як новий головний тренер «Верони», з якою уклав дворічний тренерський контракт, однак уже у вересні Ді Франческо був звільнений з цієї посади.
| Дата       | Місто          | Господарі | Результат | Гості       | Турнір            | Голи | Примітки |
| ---------- | -------------- | --------- | --------- | ----------- | ----------------- | ---- | -------- |
| 05-09-1998 | Ліверпуль      | Уельс     | 0 – 2     | Італія      | Відбір до ЧЄ 2000 | -    | 95'      |
| 10-10-1998 | Удіне          | Італія    | 2 – 0     | Швейцарія   | Відбір до ЧЄ 2000 | -    | 61'      |
| 18-11-1998 | Салерно        | Італія    | 2 – 2     | Іспанія     | товариський матч  | -    |          |
| 16-12-1998 | Рим            | Італія    | 6 – 2     | Зірки світу | товариський матч  | 1    | 46'      |
| 10-2-1999  | Піза           | Італія    | 0 – 0     | Норвегія    | товариський матч  | -    |          |
| 27-3-1999  | Копенгаген     | Данія     | 1 – 2     | Італія      | Відбір до ЧЄ 2000 | -    |          |
| 31-3-1999  | Анкона         | Італія    | 1 – 1     | Білорусь    | Відбір до ЧЄ 2000 | -    | 46'      |
| 28-4-1999  | Загреб         | Хорватія  | 0 – 0     | Італія      | товариський матч  | -    | 57'      |
| 5-6-1999   | Болонья        | Італія    | 4 – 0     | Уельс       | Відбір до ЧЄ 2000 | -    |          |
| 9-6-1999   | Лозанна        | Швейцарія | 0 – 0     | Італія      | Відбір до ЧЄ 2000 | -    |          |
| 8-9-1999   | Неаполь        | Італія    | 2 – 3     | Данія       | Відбір до ЧЄ 2000 | -    | 70'      |
| 23-2-2000  | Палермо        | Італія    | 1 – 0     | Швеція      | товариський матч  | -    | 46'      |
| 26-4-2000  | Реджо-Калабрія | Італія    | 2 – 0     | Португалія  | товариський матч  | -    | 76'      |
| Усього     |                | Матчів    | 13        |             | Голів             | 1    |          |

## Титули і досягнення

### Як гравця
- Чемпіон Італії (1):

«Рома»: 2000–2001

### Як тренера
- Чемпіонат Італії у Серії B:

«Сассуоло»: 2012—2013

### Особисті
- Золота лава: 2012—2013

## Особисте життя
Син Еусебіо, Федеріко Ді Франческо, також став професійним футболістом.